# Sázení po internetu

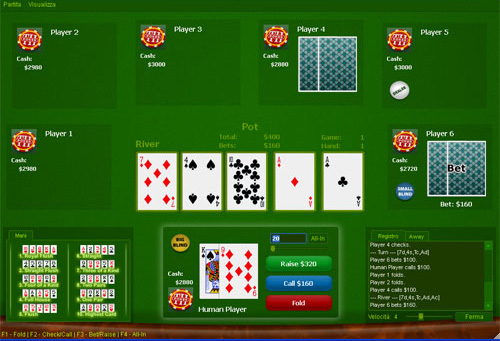
Poker je jednou z vyhledávaných her v online kasinech.

Sázení po internetu je elektronická alternativa sportovního (kurzového) sázení a hazardní hry provozované v hernách a kasinech.

## Hazardní hra
Společným jmenovatelem pro hazardní hry je kredit, reprezentující finanční vklad v určité hodnotě, který hráč musí do hry vložit, aby se jí mohl zúčastnit. Tento vklad se během hry rozděluje mezi hráče a provozovatele hry v závislosti na náhodě a způsobu hry. Pravidlem pro hazardní hry je, že z matematického hlediska je zisk ze hry vždy na straně provozovatele.[zdroj?] Oproti tomu je v dlouhodobém horizontu hráč ve ztrátě, která vyplývá z podstaty hry.[zdroj?] Nejatraktivnějším prvkem hazardních her je možnost rychlého zisku a adrenalin z rizika hry.[zdroj?]

## Účast na online hazardu
Ve většině případů [kdy?] provozují společnosti profitující z online hazardu jak internetovou sázkovou kancelář zaměřenou na kurzové sázení, tak kasino nabízející online verze her známých z kamenných kasín. Princip her a jejich provedení kopíruje jejich sesterské verze ze skutečného světa. Hráč, který se již v nějaké formě seznámil s některou z nabízených her, by neměl mít problém s online alternativou.[zdroj?] Při kurzovém sázení se vyplňuje tiket podobně jako v offline sázkové kanceláři, ruleta disponuje hlasem (a někdy i zobrazením) krupiéra, v některých vícečlenných hrách mohou být simulováni protihráči. Stejně tak se jedné online hry může účastnit více hráčů bez ohledu na jejich momentální fyzickou polohu.

### Podmínky pro účast
Rozhodujícím faktorem pro účast v hazardních hrách je věk. Spodní hranice věku hráče je daná zákony země, jejíž je hráč občanem. Ta je nejčastěji stanovena na 18, nebo 21 let.
Další podmínkou je finanční vklad. Online kasina často nabízejí hru s virtuálním vkladem, kdy hráč neriskuje vlastní hotovost, ale hraje nanečisto. Nejedná se tedy o hazard v definovaném slova smyslu. Pro hru s finanční hotovostí je nutné na účet provozovatele online kasína/herny složit finanční vklad, který se potom promítne do hráčova herního účtu. Podle technických možností provozovatele je možné s vkladem volně manipulovat a využívat je při účasti ve všech nabízených hrách. Stejně tak je možné nechat si jej zaslat nazpět.
Třetí podmínkou je identifikace hráče, která slouží k prevenci hraní nezletilých. Dále je nutné dostačující technické vybavení (počítač, internetové připojení), a přiměřená znalost hry.

## Herní nabídka
Herní nabídka se liší podle zvolené sázkové kanceláře / kasina. Většina provozovatelů rozděluje svou nabídku na dvě hlavní části: sázková kancelář a kasíno.[zdroj?] Hry se liší nejen vzhledem a provedením, ale často i pravidly. Některé hry jsou rozšířené o funkce, které při „kamenných“ hrách nejsou k dispozici. Nejčastěji jde o statistiky, nebo historie tahů.
Typické rozdělení herní nabídky ve většině online sázkových kanceláří / kasín:
- Kurzové sázení na sportovní, politické a společenské události
- Stolní hry (Ruleta, Craps)
- Karetní hry (Blackjack, Poker)
- Výherní automaty
- Videopoker
- Baccarat
- Ruleta
- Online stírací karty

## Výhody sázení po internetu z pohledu hráče
Ve srovnání se sázením v kamenných hernách a kasinech má sázení po internetu následující výhody:

### Dostupnost a pohodlí
Hráč se ke svému hernímu účtu může připojit prakticky z jakéhokoliv počítače s dostupností internetu. Při sportovním sázení bývají na vybrané zápasy k dispozici i stovky možných sázek zohledňující všechny aspekty hry, tedy nejen obvyklý výsledek hry (počet gólů, délka prodloužení, počet vhazování, počet rohů atd. ve fotbale).

### Sázky v přímém přenosu
Mnoho internetových sázkových kanceláří umožňuje sázení v průběhu zápasu. Kurzy na jednotlivé události v utkání se mění v závislosti na jeho průběhu.[zdroj?]

### Výhodnější sázení
Díky tomu, že si zákazník může vybrat z více sázkových kanceláří, vzniká o něj mezi provozovateli online hazardu přirozený boj.[zdroj?] Jeho výsledkem jsou u kurzového sázení výhody ve formě konkurujících si kurzů a prakticky absence manipulačního poplatku, jak jej známe z většiny „kamenných sázkových kanceláří“. U online kasín je to pak širší nabídka jak v počtu her, tak v jejich finančních rovinách.

## Právní hledisko sázení po internetu v Evropě a ČR
V rámci Evropské unie má každý stát přidělování licencí na provozování sázkových her ve své vlastní kompetenci. Nemůže však překračovat principy Unie o podnikání poskytování služeb v rámci EU. To paradoxně znamená, že např. český zákon nemusí českým firmám umožnit získat licenci na provozování online sázkových her, ale Česká republika nemůže znemožnit zahraničním sázkovým kancelářím podnikat na svém území. Většina provozovatelů má navíc sídlo v tzv. daňových rájích (Gibraltar, Malta), které poskytují těmto společnostem licence. Podle platných zákonů se pak sázka uskutečňuje v zemi, kde má společnost sídlo. Díky tomu neporušuje zákon země, odkud sází její klient. Jednotlivé státy by tak mohly postihovat pouze vlastní občany - sázkaře. V praxi se tak ale neděje. Zákaz by se totiž stavěl do stejné roviny jako například zákaz vycestování.
Důležité je zabezpečení převodů financí proti praní špinavých peněz a nelegálním operacím. Jedním z bezpečnostních prvků identifikace je, že finanční převod od provozovatele k hráči musí být proveden pouze na účet nebo kreditní kartu vedenou pod jménem, které se shoduje se jménem majitele sázkového účtu. Finanční převody lze tak vždy vystopovat. Nevýhodou je, že anonymní účast není možná. Pozitivní je fakt, že výhra vždy skončí v rukou majitele.